# 上海灘 (電視劇)
《上海灘》是多部同名電視劇的名稱。

## 影視作品

### 電視劇

#### 上海灘系列（1980）
以《上海灘》為名
- 上海灘 (1980年電視劇)
- 上海滩续集
- 上海滩龙虎斗

#### 新上海灘（1996）
以《新上海灘》為名
- 新上海灘 (1996年電視劇)

#### 新上海灘（2006）
- 新上海灘 (2006年電視劇)